# Plesiopenaeus
Genre
Plesiopenaeus est un genre de crustacés de la famille des Aristeidae.

## Liste des espèces
Selon World Register of Marine Species (15 octobre 2013) :
- Plesiopenaeus armatus (Spence Bate, 1881)
- Plesiopenaeus coruscans (Wood-Mason in Wood-Mason & Alcock, 1891)